# NGC 2309
NGC 2309 ist ein offener Sternhaufen vom Typ II2m im Sternbild Monoceros. Der Haufen hat einen Durchmesser von 5 Bogenminuten und eine scheinbaren Helligkeit von 10,5 mag.
Entdeckt wurde das Objekt am 4. März 1785 von William Herschel.